# جيم فانس
جيم فانس (بالإنجليزية: Jim Vance)‏ هو صحفي أمريكي، ولد في 10 يناير 1942 في Ardmore, Pennsylvania ‏ في الولايات المتحدة، وتوفي في 22 يوليو 2017 في واشنطن العاصمة في الولايات المتحدة بسبب لمفوما.